# Tinea corynephora
Tinea corynephora är en fjärilsart som beskrevs av Turner 1927. Tinea corynephora ingår i släktet Tinea och familjen äkta malar. Inga underarter finns listade i Catalogue of Life.